# 小笠原瑛作
小笠原 瑛作（おがさわら えいさく、1995年9月11日 - ）は日本のキックボクサー、ムエタイ選手。東京都出身。クロスポイント吉祥寺所属。初代REBELS52.5㎏級王者、初代REBELS-MUAYTHAIフライ級王者、元ISKA K-1ルール世界バンタム級王者、元WPMF世界スーパーバンタム級王者。同じくキックボクサーの小笠原裕典は実兄にあたる。

## 来歴
小学校5年生の時、クロスポイント吉祥寺に入会。
アマチュアデビューから10連敗を記録するも、サウスポースタイルに変えてから連勝街道をひた走り、M-1ジュニア45kg級、KAMINARIMON45kg級などジュニアタイトルを数多く獲得した。
2011年7月18日、プロデビュー。
2013年5月6日、REBELS.16のREBELS-MUAYTHAIフライ級王者決定戦で山野寛之と対戦し、判定勝利。プロ9戦目で王座を獲得した。
2013年6月9日、TNK1 feat.REBELSで加藤竜二と対戦し、上段回し蹴りで失神KO負け。プロ初黒星を喫する。続くカンボジア遠征の試合でも現地選手にKO負け、連敗を喫する。
2015年7月12日、REBELS.37のREBELS52.5kg級王座決定戦で優希と対戦し、KO勝ちで王座を獲得した。
2015年12月13日、藤原あらしと対戦し、ローキックから回転の速いパンチでKO勝利。
2016年6月1日、那須川天心への挑戦権を賭けたRISEバンタム級挑戦者決定トーナメントに出場。シュートボクシング王者内藤大樹に僅差で競り勝ち、7月30日の決勝で村越優汰と対戦。2Rに村越得意のボディー攻めでダウンを奪われ、3Rに三日月蹴りでTKO負け。
2016年10月23日、REBELS.46で工藤政英と対戦。1階級上のREBELS55㎏級王者である工藤に対し、1Rに精度の高いパンチでKO勝利。
2016年12月5日、KNOCK OUT vol.0で宮元啓介に3R KO勝利。
2017年6月17日、KNOCK OUT vol.3でルンピニースタジアム認定スーパーフライ級王者ワンチャローン・PKセンチャイジムに5R TKO勝利。
2017年9月6日、REBELS.52のISKA K-1ルール世界バンタム級王座決定戦でジョヴァンニ・フランク・グロスと対戦し、判定勝ちで王座を獲得した。
2018年4月27日、REBELS.55のWPMF世界スーパーバンタム級タイトルマッチで王者のダウサコン・モータッサナイに挑戦し、KO勝ちで王座を獲得した。
2018年6月8日、KNOCK OUT SURVIVAL DAYSで江幡塁と対戦。小笠原がスピードを生かした蹴りとコンビネーションで優勢に進めるが、3Rにカウンターの右ストレートで逆転KO負けを喫した。
2019年4月27日、SHOOT BOXING 2019 act.2のSHOOTBOXING vs REBELS対抗戦でSB日本スーパーバンタム級王者・植山征紀と対戦し、判定勝ちを収めた。
2019年6月23日、SHOOT BOXING 2019 act.3で笠原友希と対戦し、3Rに笠原のヒジで額をカットして、流血によるドクターストップで逆転負けを喫した。
2019年8月18日、KING OF KNOCK OUT 初代スーパーバンタム級王座決定トーナメントに出場し、1回戦でミケール・フェルナンデスに判定勝ちするも、続く決勝戦で江幡塁に判定負けを喫した。

## 戦績
| キックボクシング 戦績 | キックボクシング 戦績 | キックボクシング 戦績 | キックボクシング 戦績 | キックボクシング 戦績 | キックボクシング 戦績 | キックボクシング 戦績 |
| --------------------- | --------------------- | --------------------- | --------------------- | --------------------- | --------------------- | --------------------- |
| 62 試合               | (T)KO                 | 判定                  | その他                | 引き分け              | 無効試合              |                       |
| 49 勝                 | 24                    | 24                    | 0                     | 1                     | 1                     |                       |
| 11 敗                 | 8                     | 3                     | 0                     | 1                     | 1                     |                       |

| 勝敗 | 対戦相手                               | 試合結果                                  | 大会名                                                                                    | 開催年月日     |
| ー   | チョムラウン・クンクメール             | 1R 2:28 無効試合（スリップ後の追撃）      | K.O CLIMAX 2024                                                                           | 2024年12月30日 |
| ×    | リッティディット・ソー.ソンマイ        | 3R終了 判定0-3                            | ONE Friday Fights 81: Superbon vs. Nattawut                                               | 2024年9月27日  |
| ○    | デーングリアングライ・シンマーウィン   | 3R終了 判定3-0                            | KNOCK OUT 2024 SUPER BOUT BLAZE                                                           | 2024年6月23日  |
| ○    | ソーンスックノーイ・FAグループ         | 3R終了 判定2-0                            | ONE Friday Fights 60: Suriyanlek vs. Rittidet                                             | 2024年4月26日  |
| ×    | チョーファー・トー・センティアンノーイ | 2R 0:57 KO（右ストレート）                | ONE Friday Fights 46: Tawanchai vs. Superbon                                              | 2023年12月22日 |
| ×    | ウィン・シットチェニイム               | 3R+延長1R終了 判定0-3                     | MAROOMS presents KNOCK OUT 2023 vol.5 “RED ZONE”                                          | 2023年11月5日  |
| ○    | ヨッドウィッタヤ・ペッチョンプー       | 1R 0:31 KO（右フック）                    | ONE Friday Fights 30: Saemapetch vs. Kaonar                                               | 2023年8月25日  |
| ○    | ロンナチャイ・トー.ラミントラー        | 3R終了 判定3-0                            | KNOCK OUT 2023 SUPER BOUT “BLAZE”                                                         | 2023年3月5日   |
| ×    | チャーパヤック・サクサトゥーン         | 3R 1:22 TKO（ドクターストップ）           | KNOCK OUT 2022 vol.8                                                                      | 2022年12月11日 |
| ○    | TAKERU                                 | 2R 0:58 TKO（レフェリーストップ）         | KNOCK OUT 2022 vol.5 【第2代KNOCK OUT-REDフェザー級王座決定戦】                           | 2022年9月23日  |
| ○    | 大田拓真                               | 3R終了 判定3-0                            | KNOCK OUT 2022 vol.2                                                                      | 2022年3月12日  |
| ○    | 壱・センチャイジム                     | 5R終了 判定3-0                            | KNOCK OUT 2021 vol.6 【KNOCK OUT-REDスーパーバンタム級タイトルマッチ】                    | 2021年11月28日 |
| ○    | 横野洋                                 | 2R 1:18 KO（左ローキック）                | KNOCK OUT 2021 vol.3                                                                      | 2021年7月28日  |
| ○    | KING強介                               | 3R 1:24 KO（左ミドル）                    | KNOCK OUT ～The REBORN～ 【KNOCK OUT-REDスーパーバンタム級王座決定戦】                    | 2021年3月13日  |
| ○    | 松岡宏宜                               | 3R終了 判定3-0                            | 『創世のタイガ』&『無法島』PRESENTS REBELS 〜New Year Festival〜                          | 2021年1月11日  |
| ○    | 宮元啓介                               | 3R終了 判定2-0                            | REBELS.67                                                                                 | 2020年11月8日  |
| ○    | 壱・センチャイジム                     | 1R 1:37 KO（右フック）                    | KNOCK OUT CHAMPIONSHIP.2                                                                  | 2020年9月13日  |
| ○    | デックドーイ・TNムエタイジム           | 3R TKO（レフェリーストップ）              | Chang MuayThai Kiatpetch Super Fight                                                      | 2020年1月19日  |
| ×    | サオエーク・シットシェフブンタム       | 2R 2:29 KO（右ハイキック）                | KNOCK OUT 2019 BREAKING DAWN                                                              | 2029年11月1日  |
| ×    | 江幡塁                                 | 3R終了 判定0-3                            | K.O CLIMAX 2019 【KING OF KNOCK OUT 初代スーパーバンタム級王座決定1DAYトーナメント決勝】  | 2019年8月18日  |
| ○    | ミケール・フェルナンデス               | 3R終了 判定3-0                            | K.O CLIMAX 2019 【KING OF KNOCK OUT 初代スーパーバンタム級王座決定1DAYトーナメント1回戦】 | 2019年8月18日  |
| ×    | 笠原友希                               | 3R 0:46 TKO（ヒジ打ちによるカット）       | SHOOT BOXING 2019 act.3                                                                   | 2019年6月23日  |
| ○    | 植山征紀                               | 3R終了 判定3-0                            | SHOOT BOXING 2019 act.2 SHOOTBOXING vs REBELS 対抗戦 副将戦                               | 2019年4月27日  |
| ○    | ペットヤソー・ダームランサラカム       | 1R 1分28秒 KO（左ハイキック）             | PANCRASE REBELS RING.1 NIGHT                                                              | 2019年2月17日  |
| ○    | 髙橋亮                                 | 5R終了 判定3-0                            | KING OF KNOCK OUT 2018                                                                    | 2018年12月9日  |
| ○    | KING強介                               | 5R終了 判定3-0                            | REBELS.58                                                                                 | 2018年10月8日  |
| ○    | Jomkitti                               | 2R KO                                     | タイ・ラジャダムナンスタジアム                                                            | 2018年8月22日  |
| ×    | 江幡塁                                 | 3R 1:34 KO（右ストレート）                | KNOCK OUT 2018 SURVIVAL DAYS                                                              | 2018年6月8日   |
| ○    | ダウサコン・モータッサナイ             | 3R 0:49 KO（右フック）                    | REBELS.55 【WPMF世界スーパーバンタム級タイトルマッチ】                                    | 2018年4月27日  |
| △    | 髙橋亮                                 | 5R終了 判定0-1                            | KNOCK OUT 2017 in 両国                                                                    | 2017年12月10日 |
| ○    | ジョヴァンニ・フランク・グロス         | 5R終了 判定3-0                            | REBELS.52 【ISKA K-1ルール世界バンタム級王座決定戦】                                      | 2017年9月6日   |
| ○    | ファン・ヒョシク                       | 2R 0:42 TKO（ヒジ打ち）                   | KNOCK OUT vol.4                                                                           | 2017年8月20日  |
| ○    | ワンチャローン・PKセンチャイジム       | 5R 1:10 TKO（左アッパー）                 | KNOCK OUT vol.3                                                                           | 2017年6月17日  |
| ○    | ビョン・ソンジ                         | 1R 2:10 KO（左ローキック）                | KNOCK OUT vol.2                                                                           | 2017年4月1日   |
| ○    | 波賀宙也                               | 2R 1:13 TKO（ヒジによるカット）           | KNOCK OUT vol.1                                                                           | 2017年2月12日  |
| ○    | 宮元啓介                               | 3R 2:53 KO（左ハイキック）                | KNOCK OUT Vol.0                                                                           | 2016年12月5日  |
| ○    | 工藤政英                               | 1R 0:43 KO（右フック）                    | REBELS.46                                                                                 | 2016年10月23日 |
| ×    | 村越優汰                               | 3R 1:53 TKO（三日月蹴り）                 | RISE 112 【RISEバンタム級次期挑戦者決定トーナメント決勝戦】                               | 2016年7月30日  |
| ○    | 内藤大樹                               | 3R終了 判定3-0                            | REBELS.43 【RISEバンタム級次期挑戦者決定トーナメント準決勝】                              | 2016年6月1日   |
| ○    | 大野貴志                               | 3R 2:29 TKO（左ストレート）               | REBELS.41                                                                                 | 2016年3月9日   |
| ○    | 藤原あらし                             | 1R 1:34 KO（左フック）                    | MuayThaiOpen33 ＆ Lumpinee Boxing Stadium of Japan                                        | 2015年12月13日 |
| ○    | ムンファン・エスジム                   | 5R終了 判定3-0                            | REBELS.38                                                                                 | 2015年9月16日  |
| ○    | 岡田有晃                               | 1R 1分32秒 KO（左フック）                 | BLADE.2 -BLADE FIGTHING CHAMPIONSHIP- BLADE FC JAPAN CUP -55kg                            | 2015年8月1日   |
| ○    | 優希                                   | 1R 1:40 KO（タオル投入）                  | REBELS.37 【REBELS 52.5kg級王座決定戦】                                                   | 2015年7月12日  |
| ○    | 貴・センチャイジム                     | 2R 1:47 KO（3ノックダウン）               | MuayThaiOpen 30 【MuayThaiOpenスーパーフライ級王座決定戦】                                | 2015年3月22日  |
| ○    | 片島聡志                               | 5R 0:48 TKO（タオル投入）                 | REBELS.33                                                                                 | 2015年1月25日  |
| ○    | ジョッキーレック                       | 3R終了 判定2-0                            | REBELS.31                                                                                 | 2014年10月26日 |
| ○    | ユン・ドクジェ                         | 3R終了 判定3-0                            | RISE cooperation REBELS.28                                                                | 2014年7月25日  |
| ○    | 古田恭人                               | 3R終了 判定3-0                            | REBELS.26                                                                                 | 2014年4月20日  |
| ○    | ローズ達也                             | 5R 0:37 TKO（流血によるドクターストップ） | REBELS.23                                                                                 | 2014年1月26日  |
| ×    | ホン・チュンヘン                       | 2R KO（3ノックダウン）                    | カンボジア・バベット「Titan Fight, Samurai vs Khmer」                                     | 2013年12月20日 |
| ×    | 加藤竜二                               | 1R 1:15 KO（左上段後ろ回し蹴り）          | TNK1 feat.REBELS                                                                          | 2013年6月9日   |
| ○    | 山野寛之                               | 5R終了 判定3-0                            | REBELS.16 【REBELS-MUAYTHAIフライ級王座決定戦】                                           | 2013年5月6日   |
| ○    | 松崎公則                               | 5R終了 判定3-0                            | REBELS.14                                                                                 | 2013年1月27日  |
| ○    | ダイナモ☆プチ                          | 3R終了 判定3-0                            | J-GIRLS 2012 ～Platinum’s In The Ring 4th～                                               | 2012年9月16日  |
| ○    | 加藤洋介                               | 3R終了 判定3-0                            | J-KICK 2012～NEXT J-GENERATION～4th                                                       | 2012年8月26日  |
| ○    | 古田恭人                               | 3R終了 判定3-0                            | REBELS.11                                                                                 | 2012年4月15日  |
| ○    | 矢島直弥                               | 3R終了 判定3-0                            | REBELS.10                                                                                 | 2012年1月22日  |
| ○    | 牧野亮佑                               | 3R終了 判定3-0                            | REBELS.9                                                                                  | 2011年10月23日 |
| ○    | 不明（タイ人選手）                     | 2R KO                                     | タイ・カイアディソンスタジアム                                                            | 2011年8月28日  |
| ○    | 湯浅翔陽                               | 3R終了 判定3-0                            | REBELS×IT’S SHOWTIME ～REBELS.8 & IT’S SHOWTIME JAPAN countdown-1～                       | 2011年7月18日  |

## 獲得タイトル
- 初代REBELS-MUAYTHAIフライ級王座（2013年）
- MuayThaiOpenスーパーフライ級王座（2015年）
- 初代REBELS 52.5kg級王座（2015年）
- ISKA K-1ルール世界バンタム級王座（2017年）
- WPMF世界スーパーバンタム級王座（2018年）
- 初代KNOCK OUT-REDスーパーバンタム級王座（2021年）
- 第2代KNOCK OUT-REDフェザー級王座（2022年）

## 出演

### 映画
- 阿彦哲郎物語 戦争の囚われ人 / ちっちゃいサムライ 三浦正雄の子供時代（2023年12月22日） - 主演・阿彦哲郎 役[4]